# Municipio de Melrose (Minnesota)
El municipio de Melrose (en inglés: Melrose Township) es un municipio ubicado en el condado de Stearns en el estado estadounidense de Minnesota. En el año 2010 tenía una población de 759 habitantes y una densidad poblacional de 7,33 personas por km².

## Geografía
El municipio de Melrose se encuentra ubicado en las coordenadas 45°43′42″N 94°50′28″O / 45.72833, -94.84111. Según la Oficina del Censo de los Estados Unidos, el municipio tiene una superficie total de 103.55 km², de la cual 101,83 km² corresponden a tierra firme y (1,66 %) 1,72 km² es agua.

## Demografía
Según el censo de 2010, había 759 personas residiendo en el municipio de Melrose. La densidad de población era de 7,33 hab./km². De los 759 habitantes, el municipio de Melrose estaba compuesto por el 98,29 % blancos, el 0,13 % eran afroamericanos, el 1,05 % eran de otras razas y el 0,53 % eran de una mezcla de razas. Del total de la población el 3,03 % eran hispanos o latinos de cualquier raza.